# Foramina sacralia anteriora

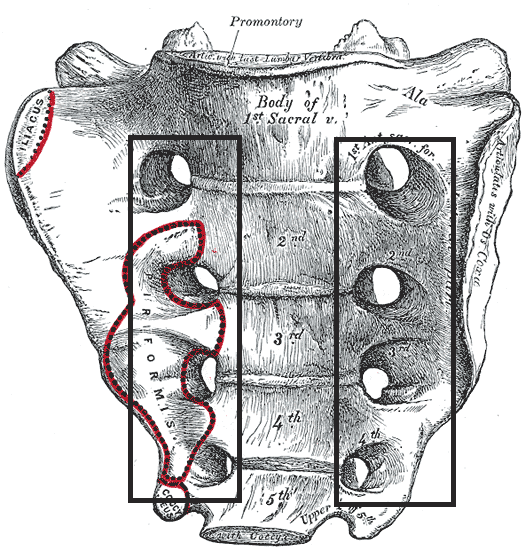
A keresztcsont (a két fekete téglalap jelöli a négy-négy lyukat)

A keresztcsont (os sacrum) facies pelvica ossis sacri haránt irányú redőinek a végénél találhatóak foramina sacralia anteriora (ezek lyukak). Mind a két oldalon négy-négy darab van. Némiképp kerekdedek. Föntröl lefelé csökken az átmérőjük. A nervus sacralis ramus anterior nervi spinalis része itt lép ki és az arteriae sacrales laterales itt lép be.